# B012
B012 – singel polskiej piosenkarki Bletki. Singel został wydany 27 marca 2024.
Kompozycja znalazła się na 25. miejscu listy OLiA, najczęściej odtwarzanych utworów w polskich rozgłośniach radiowych. Nagranie otrzymało w Polsce status poczwórnie platynowego singla, przekraczając liczbę 200 tysięcy sprzedanych kopii.

## Geneza utworu i historia wydania
Utwór napisali i skomponowali Aleksandra Bletek, Adrian Surowiec, Mateusz Żezała, Grzegorz Burkat i Jędrzej Wołodko.
Singel ukazał się w formacie digital download 27 marca 2024 w Polsce za pośrednictwem wytwórni płytowej Spacerange w dystrybucji Universal Music Polska

## „B012” w stacjach radiowych
Nagranie było notowane na 25. miejscu w zestawieniu OLiA, najczęściej odtwarzanych utworów w polskich rozgłośniach radiowych.

## Teledysk
Do utworu powstał teledysk w reżyserii Michała Pańszczyka, który udostępniono 28 marca 2024 za pośrednictwem serwisu YouTube.

## Lista utworów
- Digital download[2]

1. „B012” – 2:18

## Notowania
| Kraj   | Lista (2024)             | Najwyższa pozycja |
| ------ | ------------------------ | ----------------- |
| Polska | Billboard Poland Songs   | 6                 |
| Polska | OLiS – single w streamie | 7                 |

| Kraj   | Lista (2024)                   | Najwyższa pozycja |
| ------ | ------------------------------ | ----------------- |
| Polska | OLiS – oficjalna lista airplay | 25                |

| Kraj   | Lista (2024)             | Pozycja |
| ------ | ------------------------ | ------- |
| Polska | OLiS – single w streamie | 9       |

## Certyfikaty
| Kraj          | Certyfikat         | Sprzedaż |
| ------------- | ------------------ | -------- |
| Polska (ZPAV) | 4× platynowa płyta | 200 000+ |

## Wyróżnienia
| Rok  | Konkurs    | Kategoria                   | Rezultat    |
| ---- | ---------- | --------------------------- | ----------- |
| 2024 | Gorąca 100 | 100 największych hitów 2024 | 52. miejsce |